# Wayne Gretzky 99 Award
Der Wayne Gretzky 99 Award ist eine Auszeichnung der Ontario Hockey League für den wertvollsten Spieler der OHL-Playoffs. Erstmals wurde die Trophäe, deren Namensgeber Wayne Gretzky ist, in der Saison 1998/99 von der Ontario Hockey Association vergeben.
Diese Auszeichnung ist nicht zu verwechseln mit der Wayne Gretzky Trophy, die alljährlich in der OHL an den Playoff-Sieger der Western Conference vergeben wird.

## Gewinner

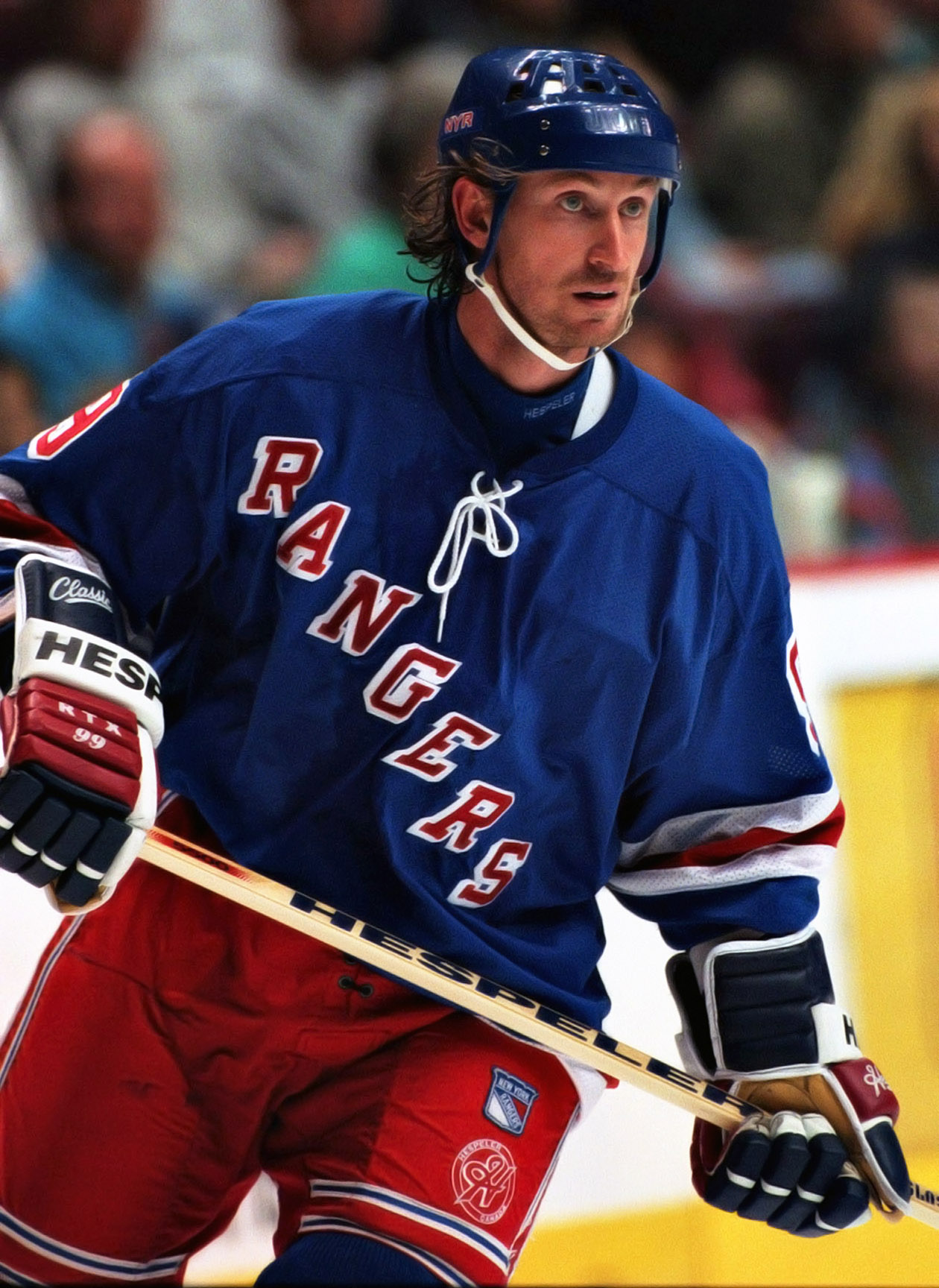
Wayne Gretzky, Namensgeber der Auszeichnung

| Jahr    | Spieler           | Team               |
| ------- | ----------------- | ------------------ |
| 2024/25 | Kasper Halttunen  | London Knights     |
| 2023/24 | Easton Cowan      | London Knights     |
| 2022/23 | Michael Simpson   | Peterborough Petes |
| 2021/22 | Logan Morrison    | Hamilton Bulldogs  |
| 2020/21 | nicht vergeben    | nicht vergeben     |
| 2019/20 | nicht vergeben    | nicht vergeben     |
| 2018/19 | Nick Suzuki       | Guelph Storm       |
| 2017/18 | Robert Thomas     | Hamilton Bulldogs  |
| 2016/17 | Warren Foegele    | Erie Otters        |
| 2015/16 | Mitchell Marner   | London Knights     |
| 2014/15 | Connor McDavid    | Erie Otters        |
| 2013/14 | Robby Fabbri      | Guelph Storm       |
| 2012/13 | Bo Horvat         | London Knights     |
| 2011/12 | Austin Watson     | London Knights     |
| 2010/11 | Rob Mignardi      | Owen Sound Attack  |
| 2009/10 | Adam Henrique     | Windsor Spitfires  |
| 2008/09 | Taylor Hall       | Windsor Spitfires  |
| 2007/08 | Justin Azevedo    | Kitchener Rangers  |
| 2006/07 | Marc Staal        | Sudbury Wolves     |
| 2005/06 | Daniel Ryder      | Peterborough Petes |
| 2004/05 | Corey Perry       | London Knights     |
| 2003/04 | Martin St. Pierre | Guelph Storm       |
| 2002/03 | Derek Roy         | Kitchener Rangers  |
| 2001/02 | Brad Boyes        | Erie Otters        |
| 2000/01 | Seamus Kotyk      | Ottawa 67’s        |
| 1999/00 | Brian Finley      | Barrie Colts       |
| 1998/99 | Justin Papineau   | Belleville Bulls   |